# Distrito V (Managua)
El Distrito V es uno de los 7 distritos que se encuentra dividida la ciudad de Managua, Nicaragua. En el año 2011 tenía una población de 213 845 habitantes y una densidad poblacional de 4 364,1 personas por km². El distrito fue creado el 26 de junio de 2009 bajo la ordenanza municipal N.º 03-2009.

## Geografía
El Distrito V se encuentra ubicada en las coordenadas 12°05′27″N 86°13′30″O / 12.090856, -86.225021.
| Noroeste: Distrito I | Norte: Distrito IV | Noreste: Distrito VII |
| Oeste: Distrito I    |                    | Este: Distrito VII    |
| Suroeste: Ticuantepe | Sur: Ticuantepe    | Sureste: Nindirí      |

El Distrito V es amenazado cada año por inundaciones provocadas por lluvias y por efectos indirectos de huracanes, tormentas tropicales y lluvias prolongadas. Se encuentran 17 barrios que son amenazados por la actividad de las fallas geológicas que atraviesan al distrito incluyendo al hospital Manolo Morales.

## Caracterización del DistritoVde Managua
A raíz del crecimiento horizontal de la ciudad de Managua en el año 1989, con el Decreto 421 se crean los distritos del municipio Managua, con el objetivo de descentralizar la administración municipal, fortaleciendo la implementación de los planes y programas sectoriales, incluyendo el control y desarrollo urbano.  
Diez años después, producto de su ubicación geográfica y a fin de brindar una mejor atención a la población con la Ley 329, del año 1999 se crearon los municipios de Ciudad Sandino y El Crucero, que hasta ese momento eran el Distrito I y VII respectivamente, quedando el municipio de Managua con cinco distritos.
En el año 2009, 20 años después de su creación, con la Ordenanza Municipal 03-2009 se crean los actuales siete distritos para brindar una mejor atención a la población del municipio de Managua.

## Zonas comerciales y de servicios
Al igual que el Distrito III, la mayor parte de su superficie no está urbanizada y donde lo está se encuentra el Centro Comunitario "Eduardo Contreras", conteniendo el segundo mercado más importante de Nicaragua, como es el Mercado "Carlos Roberto Huembes" o Central, reconocido por su área exclusiva de artesanías nacionales. Cuenta con 15.5 hectáreas, 2724 tramos y 2160 comerciantes. La situación ambiental del mercado Huembes es deficiente ya que a lo interno los recipientes para basura se encuentran deteriorados. 
También se localizan el Centro de Desarrollo Infantil "Claudia Chamorro", el Centro de Salud "Pedro Altamirano", Estación de Bomberos, Delegación Distrital V de la Alcaldía de Managua, Oficinas de Rentas de la DGI, la terminal de buses de transporte interurbano que viajan hacia el sur y oriente del país e IRTRAMMA, instituto regulador del transporte urbano colectivo y selectivo de la Capital.
Muy cercano a dicho centro comunitario también están las oficinas del Tránsito Nacional de la Policía Nacional de Nicaragua, el Hospital Infantil "Manuel de Jesús Rivera (La Mascota)" niño mártir acribillado por la Guardia Nacional un 5 de octubre de 1978 en el mercado de Diriamba y el Centro Comercial "Managua" (CCM).

## Barrios
Este distrito aglutina muchos barrios populares, cuya población tuvo una participación muy combativa en la insurrección de Managua, durante la Ofensiva Final en la guerra de liberación nacional de 1979; tal es el caso de Colonia Nicarao, Colonia 14 de Septiembre, Colonia 10 de Junio, Barrio La Fuente, Reparto Schick (donde se ubicó el Estado Mayor del Frente Interno del FSLN), entre otros. 
En la parte sur se localizan muchos repartos residenciales modernos y de lujo como Las Colinas y Altos de Santo Domingo, entre otros, que se articulan a lo largo de la Carretera a Masaya.